# Jakob Modern
Jakob Modern (20. června 1838 Bratislava – 9. září 1912 Vídeň) byl rakouský architekt židovského původu.

## Život
Jakob Modern se narodil v židovské rodině c. k. dodavatele vína Judy Moderna a jeho manželky Reginy, rozené Schlesinger. Po ukončení povinné školní docházky absolvoval čtyřleté studium na c. k. Polytechnickém institutu ve Vídni. Poté studoval architekturu na Akademii výtvarných umění ve Vídni u Augusta Sicarda von Sicardsburga a následně u Friedricha von Schmidta.
V roce 1868 nastoupil Modern do společnosti Allgemeine österreichische Baugesellschaft, kde pracoval jako stavbyvedoucí při výstavbě velkoměstských hotelů a rozsáhlých továrních komplexů.
V roce 1874 se Jakob Modern osamostatnil a stavěl obytné domy, vily a továrny ve Vídni i na venkově. Proslavil se také jako architekt synagog. Od roku 1892 nastoupil do jeho ateliéru syn Richard.

## Rodinný život
S manželkou Hermínou, rozenou Rosenfeldová, měli dva syny Maxe (1871–1918), právník a Richarda (1872–1957), architekt. Zemřel 9. září 1912 ve věku 74 let a je pochován ve staré židovské části Ústředního hřbitova ve Vídni.

## Dílo
Jakob Modern byl ovlivněn historizujícími styly, které uplatňoval ve své tvorbě, z dob studia u Fridricha von Schmidta. Jeho fasády z počátku jeho samostatné tvorby se vyznačovaly třízónovou historizující strukturou. Přebíral formy z německé renezance. Pro malebnost historizujících budov využíval neomítané pálené cihly nebo glazované klinkerové dlaždice, asymetricky umístěné arkýře, balkony, lodžie atd. Postupně přecházel od barokizujících prvků k secesi, kterou pak více využíval jeho syn Richard Moderna. U synagog využíval kombinaci románských a byzantských stylů.
- Györ Velká synagoga (1868–1970)
- Vídeň  Währinger Templ (1888–1889 (zničen 1938))[4]
- Gänserndorf synagoga 1890 (zničena 1938, přestavěna)

## Galerie

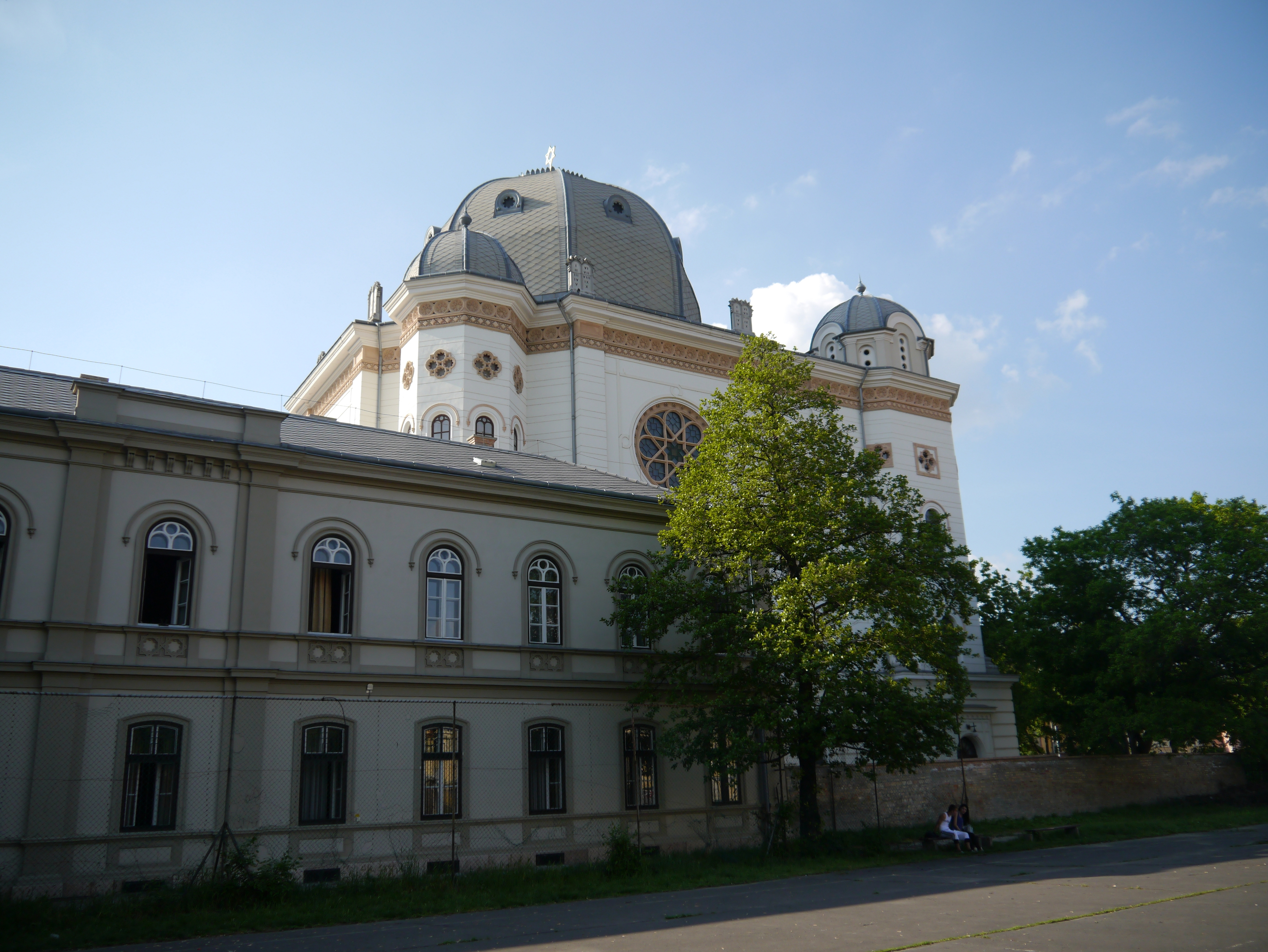
Velká synagoga se školou v Györ
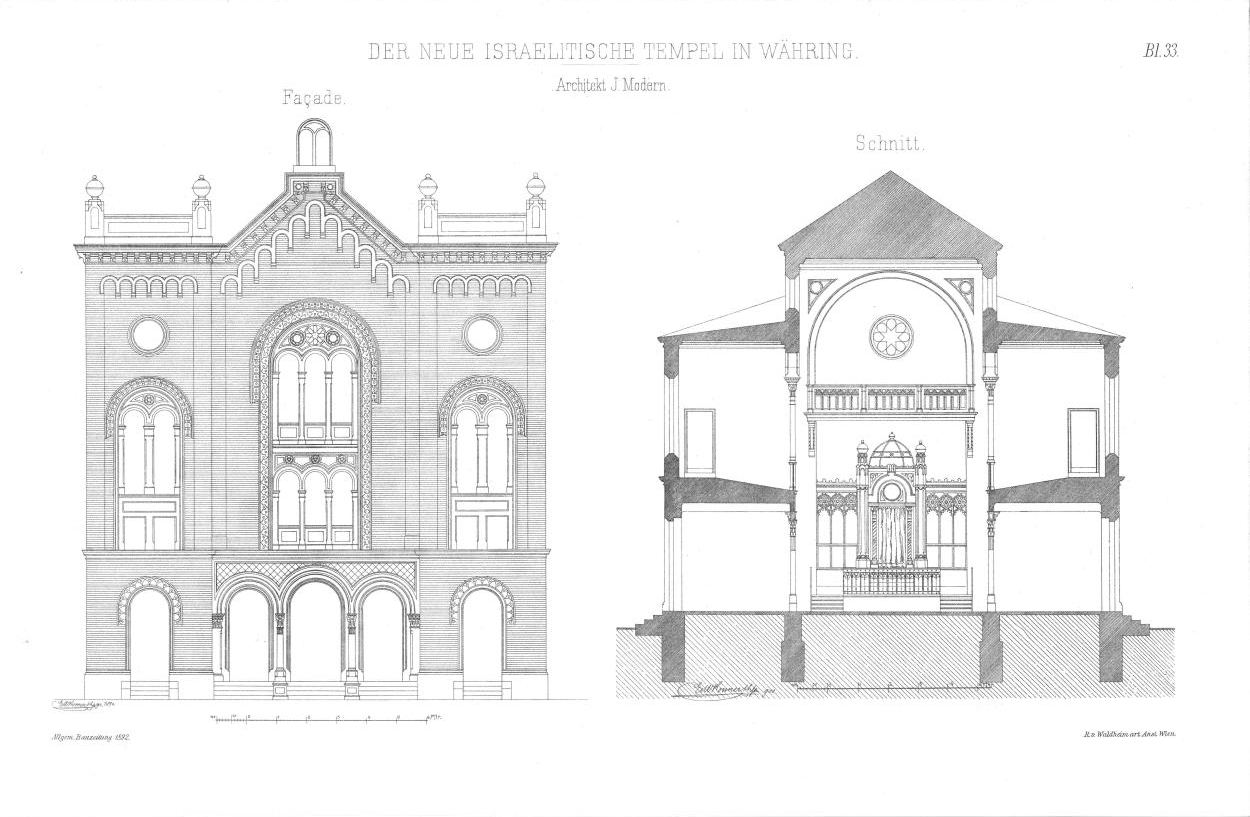
Plán templu ve čtvrti Währinger ve Vídni
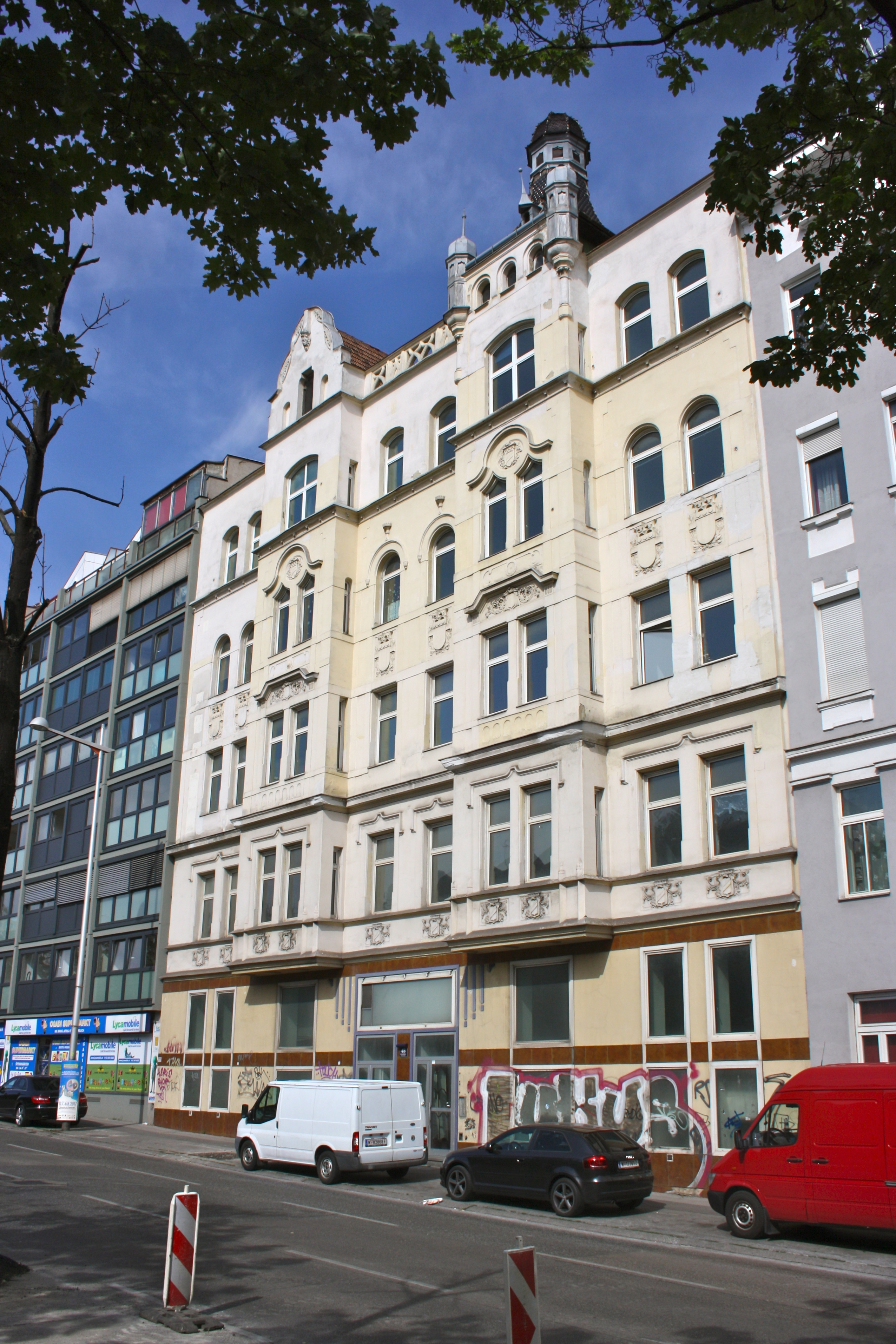
Dům na Blindengasse 3 / Lerchenfelder Gürtel 48 ve Vídni v části Josefstadt
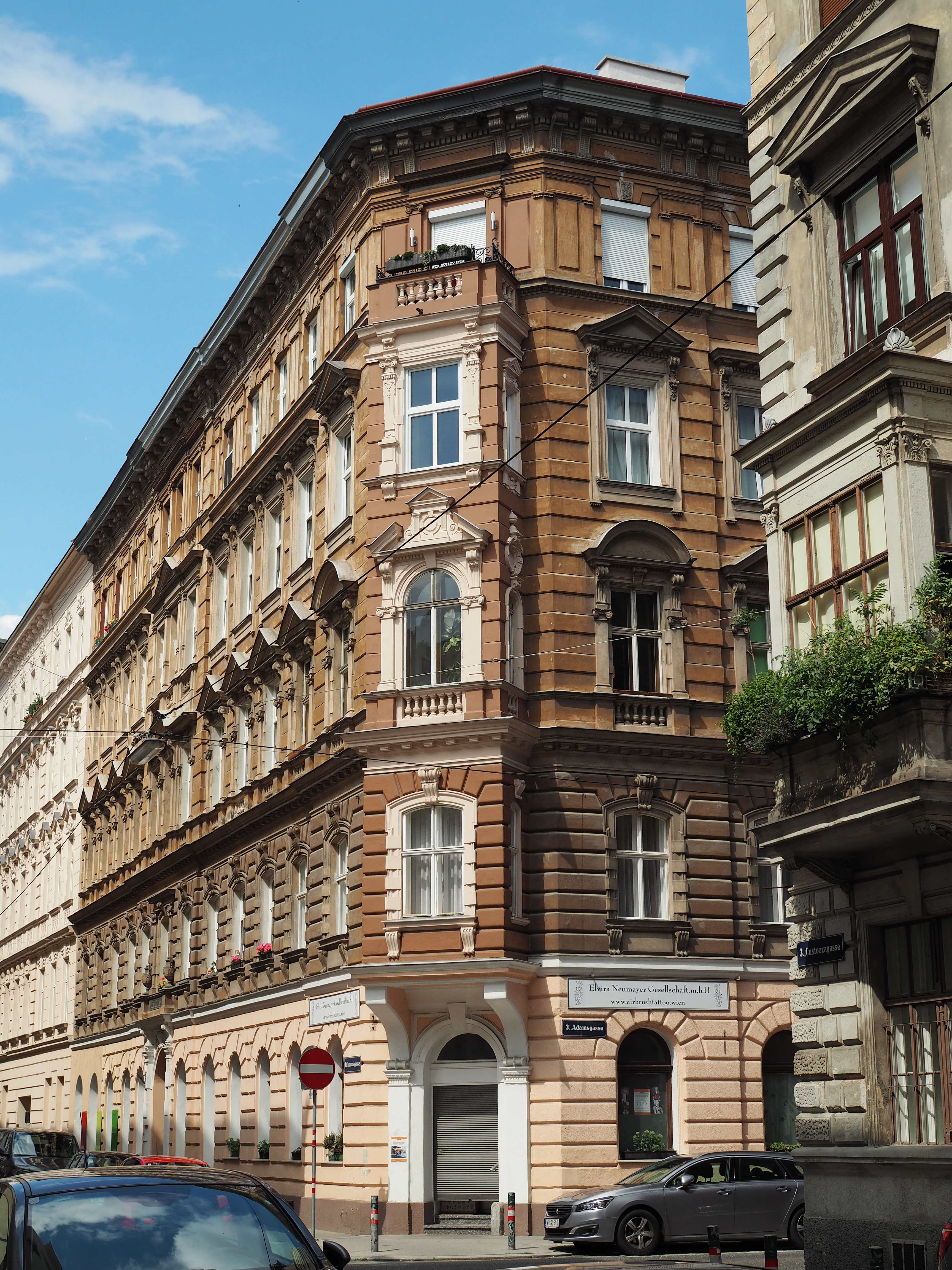
Obytný dům na Custozzagasse 3 v obvodu Landstraße ve Vídni
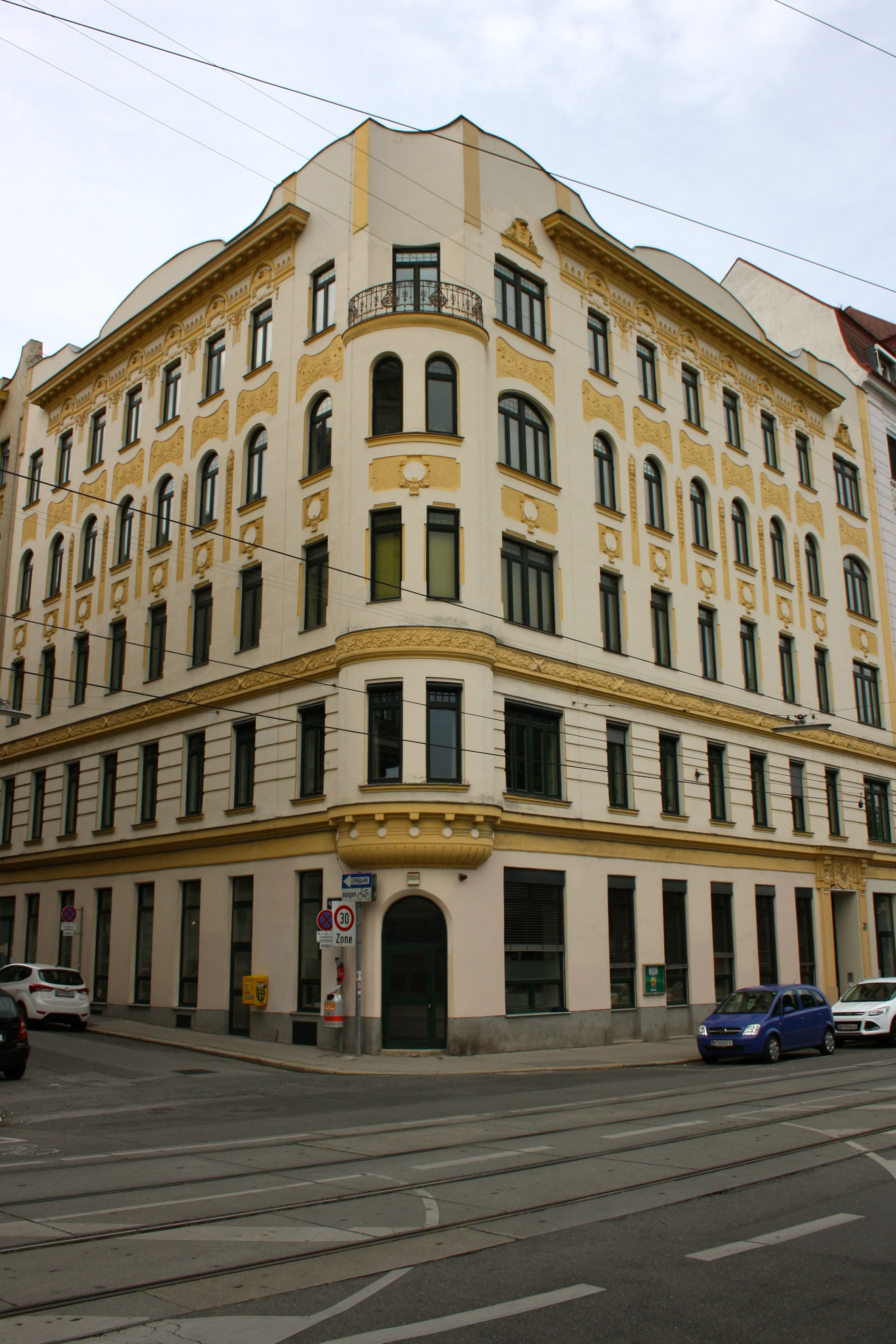
Dům na Spitalgasse 29 v obvodu Alsergrund ve Vídní
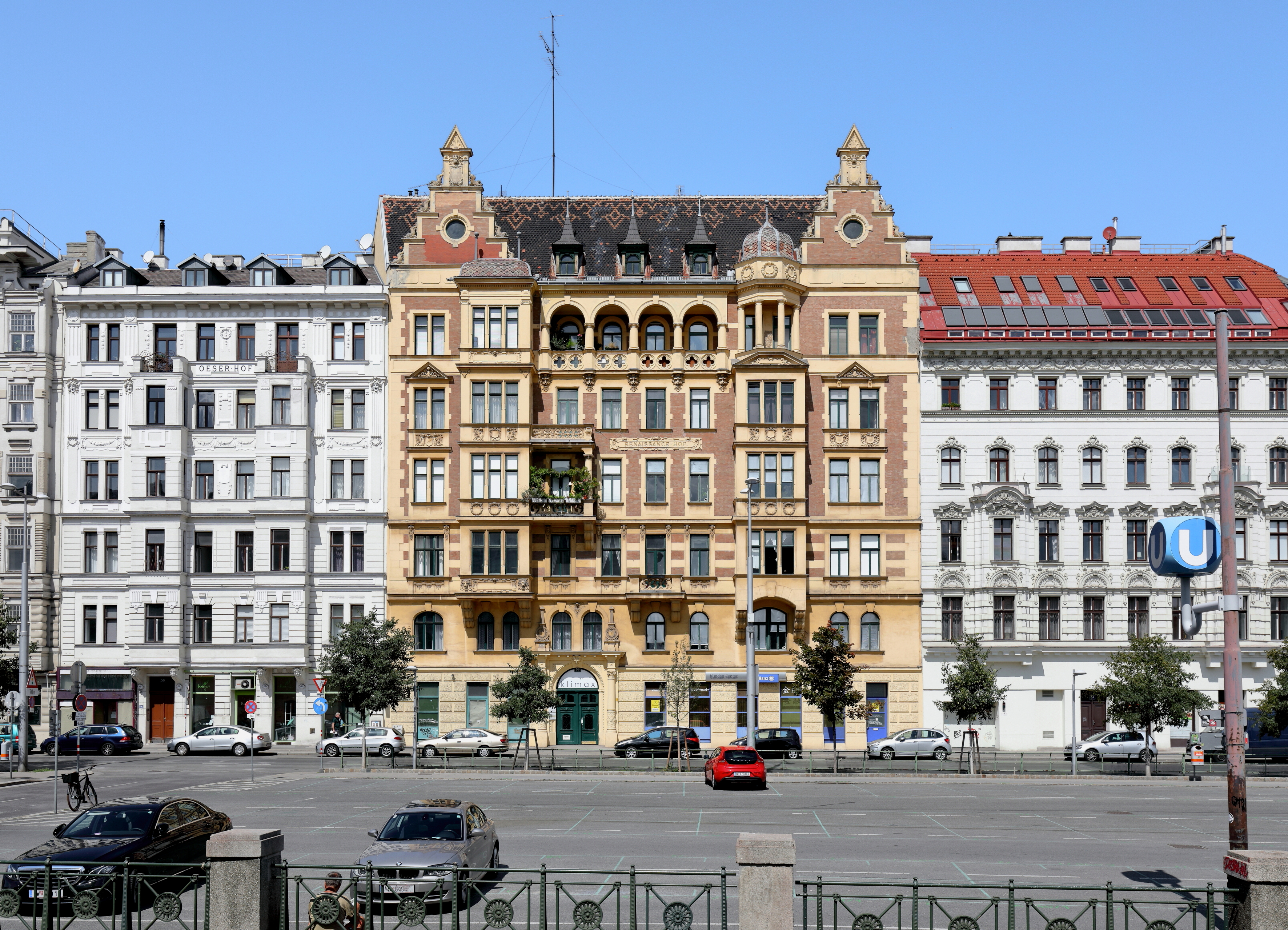
Uprostřed takzvaný Renaissancehof na Linke Wienzeile 56 ve Vídni v obvodu Mariahilf
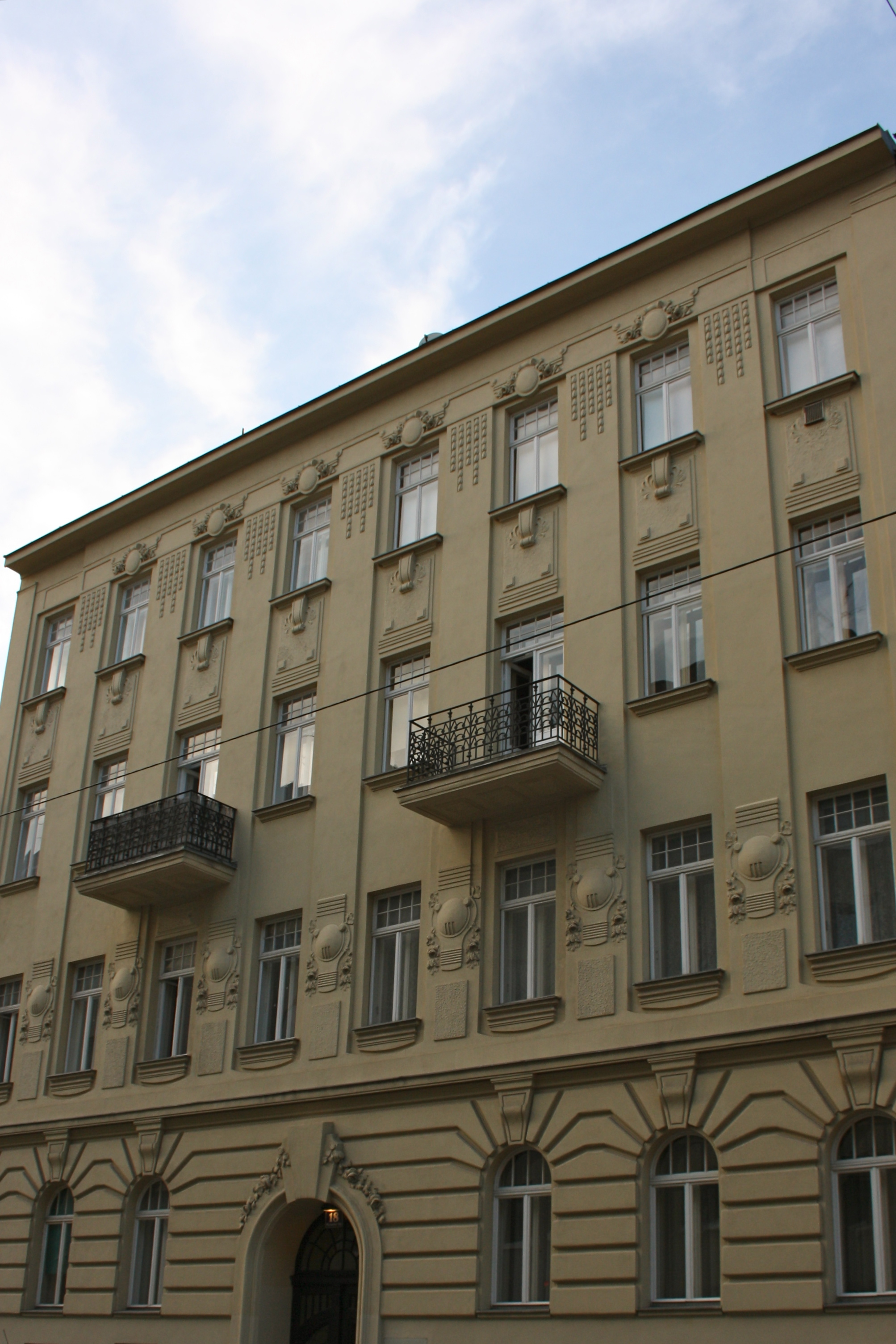
Nájemní dům Michaelerstraße 18 ve Vídeni v obvodu Währing
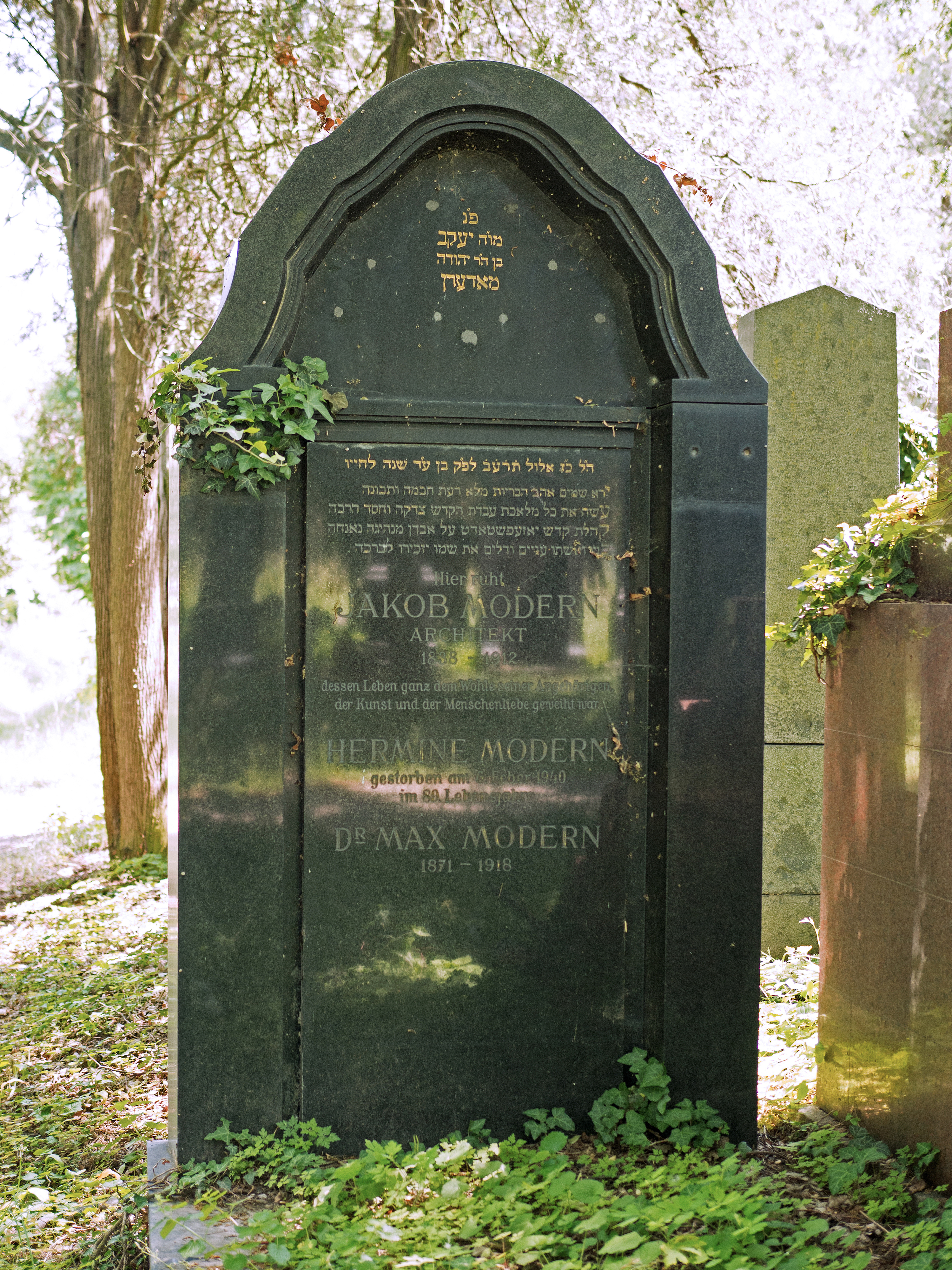
Náhrobek Jakoba Moderna ve staré židovské části Ústředního hřbitova ve Vídni